# Birgit Kirkebæk
Birgit Kirkebæk (født 1938) er en dansk forsker og debattør, kendt for sin forskning i åndssvageforsorgen i Danmark, særligt for undersøgelsen af øanstalterne på Livø og Sprogø.
Birgit Kirkebæk blev uddannet folkeskolelærer, og i årene 1976-88 var hun leder af Skolen på Taxvej i Bagsværd. I 1988 blev Birgit Kirkebæk ansat som lektor på Danmarks Lærerhøjskole i Emdrup. Fra 1995 til 2000 var hun professor på Universitetet i Oslo.
I 1993 forsvarede Birgit Kirkebæk doktordisputatsen Da de åndssvage blev farlige om udviklingen af åndsvageforsorgen eksemplificeret ved de Kellerske anstalter.
Birgit Kirkebæk har skrevet en række bøger og artikler om åndssvageforsorgens historie. Særligt har hun forsket i og skrevet om de to øanstalter Livø og Sprogø. Anstalter der frem til 1960erne blev brugt til forvaring af hvad samfundet stemplede som "kriminelle og vagabonderende" mænd og "letfærdige og løsagtige" kvinder.

## Udvalgte udgivelser
- Da de åndssvage blev farlige (1993)
- Defekt og deporteret: ø-anstalten Livø 1911-1961 (1997)
- Letfærdig og løsagtig - kvindeanstalten Sprogø 1923-1961 (2004)